# Fatal Fury: City of the Wolves
Fatal Fury: City of the Wolves é um jogo de luta de 2025 desenvolvido pela KOF Studio e publicado pela SNK. É o sétimo título principal da série Fatal Fury e a primeira nova entrada em 26 anos, seguindo Garou: Mark of the Wolves (1999), o último jogo de luta da série SNK (antiga empresa) produzido antes da falência da empresa original em 30 de outubro de 2001. O jogo está programado para ser lançado para PlayStation 4, PlayStation 5, Microsoft Windows e Xbox Series X/S em 24 de abril de 2025. Após o lançamento, recebeu críticas geralmente positivas dos críticos.

## Jogabilidade
A jogabilidade em Fatal Fury: City of the Wolves é semelhante à de seu antecessor, com o combate ocorrendo em um plano de movimento bidimensional. Várias mecânicas de Mark of the Wolves são mantidas em City of the Wolves, incluindo o sistema TOP, renomeado para sistema "Selective Potential Gear" (SPG), e a mecânica "Just Defense", que apresenta uma variação expandida de "Hyper Defense" projetada para proteger contra ataques que acertam múltiplas vezes. Além de movimentos normais básicos e movimentos especiais, os jogadores também podem obter acesso a super ataques "Gear" preenchendo dois medidores na parte inferior da tela. Gastar um medidor executará um ataque Ignition Gear, enquanto ambos os medidores podem ser gastos para executar um ataque Redline Gear mais poderoso. O super movimento mais poderoso, o Hidden Gear, requer que ambas as barras sejam gastas enquanto o SPG estiver ativo.
Uma nova mecânica introduzida no jogo é o "Sistema Rev". Os jogadores podem executar vários tipos de habilidades Rev, incluindo "Rev Arts", versões aprimoradas dos movimentos especiais de um personagem; "Rev Blow" um ataque que pode ajudar a colocar distância entre os dois personagens; "Rev Accel", que auxilia no encadeamento de ataques para criar combos; e "Rev Guard", um bloqueio defensivo que empurra os oponentes para longe conforme seus ataques se conectam. O uso dessas técnicas fará com que o medidor de Rev do personagem se encha gradualmente; quando cheio, o personagem entrará em um estado de superaquecimento e não poderá usar nenhuma habilidade de Rev até que ele se esgote completamente. O jogador afetado será capaz de drenar seu medidor mais rapidamente se aproximando e atacando ativamente seu oponente. O jogo oferece dois esquemas de controle para os jogadores escolherem: "Arcade Style", que apresenta controles tradicionais semelhantes aos títulos anteriores da série, e "Smart Style", um esquema de controle simplificado que permite aos jogadores realizar ataques e combos usando apenas entradas direcionais básicas e pressionamentos de botão único, embora certas habilidades sejam inacessíveis no Smart Style.
Além do modo arcade padrão, o jogo apresenta um modo Um Jogador chamado "Episodes of South Town". Este modo apresenta mecânicas de RPG e faz com que os jogadores selecionem missões de desafio espalhadas por um mapa de South Town para ganhar pontos de experiência e habilidades adicionais para o personagem escolhido. Progredir neste modo desbloqueará novas roupas, cores e padrões para personalizar os personagens no modo "Color Edit", músicas de outros jogos Fatal Fury e Art of Fighting também podem ser tocadas durante as batalhas ou usando uma jukebox no jogo. O jogo suporta multijogador online, incluindo rollback netcode e cross-platform play.
Além disso, duas mecânicas antigas conhecidas dos jogos anteriores da série Fatal Fury retornarão. A mecânica tradicional de duas rotas estará disponível apenas em um modo separado, enquanto a mecânica Ring Out do Real Bout Fatal Fury está planejada para ser adicionada por meio de uma atualização pós-lançamento.

### Personagens
Fatal Fury: City of the Wolves contará com 17 personagens em seu elenco base, com mais cinco planejados como parte de sua primeira temporada de conteúdo para download. Enquanto o jogo anterior, Mark of the Wolves, apresentou um elenco quase inteiramente novo de lutadores jogáveis, City of the Wolves marca o retorno de vários personagens dos jogos Fatal Fury anteriores, junto com personagens originários da série irmã de Fatal Fury, Art of Fighting.
City of the Wolves é o primeiro jogo Fatal Fury a apresentar personagens convidados não criados pela SNK. O jogador de futebol profissional da vida real Cristiano Ronaldo e o DJ Salvatore Ganacci aparecem como personagens jogáveis na lista base do jogo. A primeira temporada da DLC também deve incluir dois personagens da franquia Street Fighter da Capcom.
Os recém-chegados são marcados em negrito, enquanto os personagens convidados são marcados em itálico.

#### Elenco do jogo base
- B. Jenet
- Billy Kane
- Cristiano Ronaldo
- Fallen Rock (Chefe Final)[i]
- Gato
- Hokutomaru
- Hotaru Futaba
- Kain R. Heinlein
- Kevin Rian
- Kim Dong Hwan
- Mai Shiranui
- Marco Rodrigues
- Nightmare Geese (Sub-Chefe)
- Preecha
- Rock Howard
- Salvatore Ganacci
- Terry Bogard
- Tizoc
- Vox Reaper

1. ↑  um chefe injogável

#### Personagens de DLC
- Andy Bogard
- Chun-Li[1]
- Joe Higashi
- Ken Masters[1]
- Mr. Big

## Trama
Um ano após o torneio King of Fighters: Maximum Mayhem, as investigações de Rock Howard e Kain R. Heinlein determinaram o paradeiro de Marie Heinlein, mãe de Rock e irmã de Kain, que era considerada morta. Eles descobrem que Mr. Big a mantém em cativeiro, exigindo o legado da morte do pai de Rock, Geese Howard, como resgate. Rock vai até o antigo braço direito de Geese, Billy Kane, que revela que entre os itens do legado de Geese estão os pergaminhos Jin, relíquias mágicas que ele havia preservado apesar de Geese ter ordenado que fossem destruídas antes de sua morte. Billy concorda em dar o legado para o Rock, mas ele é roubado por uma figura desconhecida.
Dias depois, Franz Stroheim envia um convite para um novo torneio King of Fighters em Second South Town, com o legado roubado oferecido como prêmio. Durante o torneio, Kain e Billy negociam com Mr. Big o retorno seguro de Marie e a protegem de Jack Turner, antigo subordinado de Mr. Big, enquanto Rock se reencontra com seu pai adotivo, Terry Bogard, e vence o torneio. Enquanto os outros retornam à Geese Tower com Marie, Jack aparece e ataca Mr. Big, ferindo Marie. Ao ver isso, as emoções intensas de Rock ressoam com os pergaminhos de Jin, fazendo com que ele seja possuído e forçando Terry e os outros a lutarem contra ele.
Durante a batalha, Rock e Billy têm visões que revelam que Geese deixou Marie para escondê-la, junto com Rock, de seus inimigos, e que uma maldição sobre os Pergaminhos Jin permite que aqueles descendentes da família Jin sejam possuídos por seus ancestrais; como Geese e Wolfgang Krauser são descendentes dos Jins através de seu pai, Rudolph Krauser von Stroheim, ele ordenou que os pergaminhos fossem destruídos para proteger Rock. Rock é derrotado e retorna ao normal, reunindo-se alegremente com sua mãe enquanto os outros queimam os pergaminhos. Após o ocorrido, Marie vai morar com Kain, e Billy concorda em manter o restante do legado de Geese seguro. Terry, acreditando que Rock agora é forte o suficiente para se sustentar sozinho, retorna para South Town, com Rock agradecendo a Terry por criá-lo e prometendo se encontrarem novamente.

## Desenvolvimento e marketing
Em 2005, durante o evento para fãs da KOF Year-End Party, o ilustrador da SNK Playmore, Falcoon, mencionou que uma sequência de Garou: Mark of the Wolves estava cerca de 70% concluída para o Neo Geo pela equipe da SNK. Falcoon também confirmou que um dos novos personagens que deveriam aparecer era um aluno do personagem legado de Fatal Fury, Joe Higashi. Em julho de 2006, a SNK Playmore relatou que ainda estavam trabalhando na sequência, dizendo que usariam gráficos modernos de alta resolução em vez do nível de qualidade de resolução visto no jogo original. Durante uma entrevista em março de 2008, os desenvolvedores da SNK Playmore USA comentaram que não havia nenhum cronograma concreto de demandas para o jogo e que planejavam fazer a sequência com alguma nova tecnologia.
Em junho de 2016, a SNK revelou artes e sprites do elenco da versão cancelada do Neo Geo. O diretor da SNK, Nobuyuki Kuroki, declarou em fevereiro de 2020 que estava pessoalmente interessado em 'reviver' a série Fatal Fury.
Durante a EVO 2022, foi revelado que um novo jogo Fatal Fury estava oficialmente em desenvolvimento na SNK. Na EVO 2023, a SNK anunciou que o título do jogo seria Fatal Fury: City of the Wolves e revelou uma primeira olhada na jogabilidade, demonstrando que seria um jogo de luta 2.5D semelhante a seus outros jogos de luta contemporâneos Samurai Shodown (2019) e The King of Fighters XV (2022). Em março de 2024, o jogo foi oficialmente anunciado para um lançamento em 2025. Além disso, foi anunciado que City of the Wolves será o primeiro jogo Fatal Fury a apresentar uma trilha sonora em inglês, e o primeiro jogo da SNK a fazê-lo desde The King of Fighters XII (2009).
Após um teaser em setembro de 2024, o atleta profissional Cristiano Ronaldo foi anunciado como um personagem jogável em março de 2025. O anúncio de Ronaldo foi seguido pela confirmação do músico Salvatore Ganacci como um personagem jogável em abril de 2025, que também trabalhou com a SNK para incorporar músicas de vários DJS diferentes na trilha sonora do jogo. Ambos os anúncios foram recebidos com reações negativas de fãs e críticos, com vários veículos alegando que os dois se sentiam deslocados no jogo, especialmente devido ao histórico de controvérsias em torno de Ronaldo. Vários acreditavam que sua inclusão era resultado da influência do governo da Arábia Saudita, já que a SNK é propriedade da Fundação Misk, operada pelo príncipe herdeiro da Arábia Saudita, Mohammad bin Salman.
O jogo foi promovido como parte de uma luta do boxe entre Chris Eubank Jr. e Conor Benn em abril de 2025; um trailer mostrando os dois boxeadores lutando contra o elenco do jogo foi lançado para anunciar a luta, também apresentando iShowSpeed e KSI. Além disso, o jogo também foi promovido no evento WrestleMania 41 da WWE em Las Vegas em 19 de abril de 2025, quando Ganacci apareceu no palco fazendo uma entrada para a luta de Jey Uso contra Gunther pelo Campeonato Mundial de Pesos-Pesados do Raw. O jogo apresenta uma abertura cinematográfica animada dirigida por Masami Obari, que anteriormente dirigiu Fatal Fury: The Motion Picture (1994), com música de Ganacci.